# John Ashburnham (1er baron Ashburnham)
Pour les articles homonymes, voir John Ashburnham (homonymie) et Ashburnham (homonymie).
John Ashburnham, 1er baron Ashburnham (15 janvier 1656 – 21 janvier 1710) est un propriétaire foncier et une personnalité politique anglaise.

## Biographie
Il est le fils de William Ashburnham et le petit-fils de John Ashburnham (1603-1671) (en). Sa mère est Elizabeth, fille de John Poulett (1er baron Poulett). Il siège comme député pour Hastings de 1679 à 1681 et à nouveau de 1685 à 1689. Comme baron des Cinq-Ports il est l'un des porteurs de la canopée au couronnement de Jacques II (1685) et au couronnement de Guillaume et de Marie en 1688. En 1689, il est élevé à la pairie en tant que baron Ashburnham, de Ashburnham dans le comté de Sussex. Plus tard, il sert comme Custos Rotulorum de Brecknockshire de 1702 à 1710.
Lord Ashburnham se marie à Brigitte, la fille et l'héritière de Charles Vaughan de Porthammel, Brecknockshire, à l'Abbaye de Westminster en 1677, qui apporte des biens dans le Pays de Galles dans la famille. Ils ont plusieurs enfants. Il est mort à Southampton Street, Bloomsbury, à Londres, en janvier 1710, âgé de 54 ans, et est remplacé comme baron par son fils aîné, William Ashburnham (2e baron Ashburnham). Celui-ci est à son tour remplacé par son frère cadet, John Ashburnham (1er comte d'Ashburnham), qui est créé comte d'Ashburnham en 1730. Lady Ashburnham est morte en mai 1719.